# 2021 en littérature
| Années de la littérature : 2018 - 2019 - 2020 - 2021 - 2022 - 2023 - 2024    |
| Décennies de la littérature : 1990 - 2000 - 2010 - 2020 - 2030 - 2040 - 2050 |

Cet article présente les faits marquants de l'année 2021 en littérature.

## Évènements
- 4 février : assassinat de l'écrivain, éditeur et traducteur libanais militant Lokman Slim à Addoussieh, dans la région de Nabatieh au sud du Liban.
- 2 août : restitution des manuscrits volés de Louis-Ferdinand Céline.
- 6 octobre : création de l'hebdomadaire Franc-Tireur dirigé par Caroline Fourest.

## Commémorations
- 23 février : bicentenaire de la mort de John Keats, poète anglais.
- 26 février : bicentenaire de la mort de Joseph de Maistre, philosophe et écrivain savoyard.
- 9 avril : bicentenaire de la naissance de Charles Baudelaire, poète français.
- 5 juin : centenaire de la mort de Georges Feydeau, dramaturge français.
- 29 juin : centenaire de la naissance de Frédéric Dard, écrivain français.
- 8 juillet : quadricentenaire de la naissance de Jean de La Fontaine, poète et fabuliste français.
- 12 septembre : centenaire de la naissance de Stanislas Lem, écrivain polonais de science-fiction.
- 14 septembre : septcentenaire de la mort de Dante, poète italien.
- 22 octobre : centenaire de la naissance de Georges Brassens, poète, auteur, compositeur et interprète français.
- 11 novembre : bicentenaire de la naissance de Fiodor Dostoïevski, écrivain russe.
- 12 décembre : bicentenaire de la naissance de Gustave Flaubert, écrivain français.

## Parutions

### Essais

#### Essais francophones
- Jean-Pierre Thiollet, Hallier, l'Edernel retour, Neva éditions, novembre 2021, 332 pages.  (ISBN 9782350552958)
- Joëlle Le Marec, Essai sur la bibliothèque, presse de l'Enssib, 2021, 128 pages[1].

#### Essais en traduction française
- Andrea Dworkin, Notre sang : Discours et prophéties sur la politique sexuelle, traduit de l'anglais (États-Unis) par Camille Chaplain et Harmony Devillard, des femmes-Antoinette Fouque, Paris.  (ISBN 9782721009111)

### Littérature
- Lisi Cori, La Petite Fille et le Vilain Monsieur : sur Gabriel Matzneff et le Consentement, 80 p.
- Francesca Gee, L'Arme la plus meurtrière, 238 p.

### Poésie
- Tom Buron, Marquis Minuit, Le Castor astral, Bègles (France), mai 2021  (ISBN 979-1-02780-289-0)
- Denise Desautels, Disparaître : autour de 11 œuvres de Sylvie Cotton, Éditions du Noroît, Montréal, 136 p.  (ISBN 9782897663063)
- Hélène Dorion, Mes forêts, Éditions Bruno Doucey, Coll. « Soleil noir », 112 p.
- Diane Régimbald :
  - Au plus clair de la lumière, Éditions du Noroît, Montréal (Québec), 88 p.  (ISBN 978-2-89766-309-4)
  - Toi au soleil pâle ou brûlant, coll. « Dans la cour des filles », Éditions du Petit flou, Corrèze (France)  (ISBN 9791091528429)

### Publications
- Camille Kouchner, La Familia grande, Le Seuil, janvier 2021, 208 pages.  (ISBN 9782021472660)

### Romans

#### Auteurs francophones
- Rien ne t'appartient de Nathacha Appanah, éditions Gallimard
- Enfant de salaud de Sorj Chalandon, éditions Grasset
- Hôtel Beauregard de Thomas Clavel, La Nouvelle Librairie
- Le Fils de l'homme de Jean-Baptiste Del Amo, éditions Gallimard
- Au printemps des monstres de Philippe Jaenada, éditions Mialet-Barrault
- Feu de Maria Pourchet, éditions Fayard
- La Fille qu'on appelle de Tanguy Viel, Les Éditions de minuit

#### Auteurs traduits
- Ready Player Two d'Ernest Cline, éditions Michel Lafon.
- Sidérations de Richard Powers, Actes Sud
- Le Reptilien d'Oz de Robert Lawrence Stine, trad. Anne Delcourt, coll. « Chair de Poule Monsterland », tome 10, éditions Bayard

## Décès
- 11 janvier : Vassilis Alexakis, écrivain et traducteur grec francophone.
- 4 février : Lokman Slim, écrivain, éditeur et traducteur libanais (° 17 juillet 1962).
- 23 février : Joseph Ponthus, écrivain français (° 1978).
- 24 février : Philippe Jaccottet, poète, écrivain, traducteur et critique littéraire suisse (° 30 juin 1925).
- 21 mars : Nawal El Saadawi, écrivaine égyptienne (° 27 octobre 1931).
- 25 mars : Larry McMurtry, écrivain américain.
- avril : Jeanne Hyvrard, écrivaine française (° 1945).
- 10 avril : Édouard J. Maunick, poète, écrivain, journaliste et diplomate mauricien (° 23 septembre 1931).
- 6 mai : Kentarō Miura, mangaka japonais
- 2 juillet : Naïm Kattan, écrivain québécois d'origine juive irakienne (° 26 août 1928).
- 8 novembre : Sylvère Lotringer, philosophe
- 9 novembre : Jakuchō Setouchi, écrivaine et traductrice japonaise.
- 21 novembre : Robert Bly, poète américain.
- 30 novembre : Marie-Claire Blais, écrivaine canadienne (° 5 octobre 1939).
- 11 décembre : Anne Rice, écrivaine américaine de littératures fantastique et érotique.
- 15 décembre : bell hooks, essayiste américaine.
- 23 décembre : Joan Didion, journaliste et écrivaine américaine.
- 27 décembre : Keri Hulme, écrivaine et poétesse néo-zélandaise.